# Winterhilfswerk
Winterhilfswerk des Deutschen Volkes, på svenska kallad Vinterhjälpen, var en välgörenhetsorganisation i Nazityskland. Parollen löd "Ingen skall behöva svälta eller frysa", och inriktade sig på att samla ihop mat, pengar och kläder till fattiga tyskar. Detta som ett led i den nationalsocialistiska tanken om folkgemenskap och individens uppoffring för kollektivets bästa.
Ungdomsförbunden Hitlerjugend och Bund Deutscher Mädel var de som huvudsakligen skötte själva insamlingen. De som donerade fick i sin tur en liten souvenir som tack. Det första året 1933 resulterade projektet i gott resultat och blev därefter ett årligt återkommande evenemang. Totalt insamlades:
- 1933: 358,1 Miljoner Reichsmark
- 1934: 367,4 Miljoner Reichsmark
- 1935: 364,5 Miljoner Reichsmark
- 1936: 415,2 Miljoner Reichsmark
- 1937: 419,0 Miljoner Reichsmark